# Nikolaj Dobroljubov
Nikolaj Aleksandrovitj Dobroljubov (ryska: Николай Александрович Добролюбов), född 5 februari (gamla stilen: 24 januari) 1836 i Nizjnij Novgorod, död 29 november (gamla stilen: 17 november) 1861 i Sankt Petersburg, var en rysk litteraturkritiker och författare.
Dobroljubov blev 1858 redaktör för den litteraturkritiska avdelningen i Nikolaj Tjernysjevskijs tidskrift "Sovremennik" (Samtiden). Han tillhörde Vissarion Belinskijs kritiska skola och närmade sig Tjernysjevskijs estetisk-sociologiska riktning på demokratisk grund. Bland hans essäer, som innehåller djupa och mångsidiga analyser av det ryska livet, märks särskilt hans studier över Aleksandr Ostrovskijs drama "Det mörka riket" ("Temnoje tsarstvo") och över grundtanken i Ivan Gontjarovs roman "Oblomov" (Что такое обломовщина: Vad är oblomovism). 
En samlad upplaga av Dobroljubovs skrifter, däribland även elegiska och satiriska dikter samt ett par berättelser, utkom 1862 (femte upplagan, i fyra delar, 1896, med biografisk inledning av Aleksandr Skabitjevskij).